# Alex Neil (Politiker)

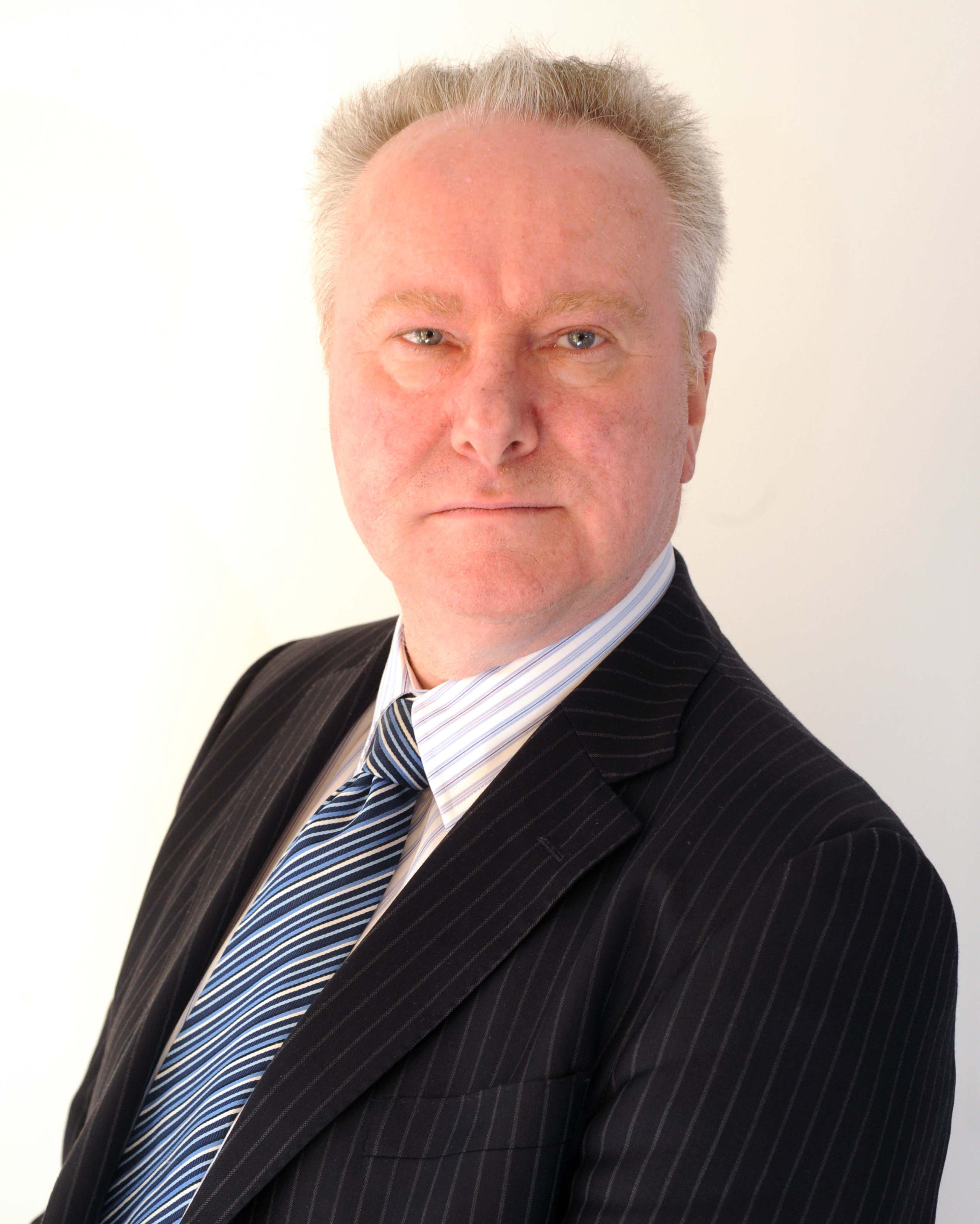
Alex Neil (2009)

Alex Neil (* 22. August 1951 in Patna) ist ein schottischer Politiker und Mitglied der Scottish National Party.

## Politischer Werdegang
Neil trat im Alter von 16 Jahren in die Labour Party ein. Er studierte Wirtschaftswissenschaften an der Universität Dundee. Nebenbei war Neil in der Studentenorganisation der Labour Party aktiv und saß ihr auch einige Zeit vor. Anschließend war er für die Labour Party tätig, trat jedoch 1976 aus, um bei der Gründung der Scottish Labour Party mitzuwirken. 1985 trat er aus der Scottish Labour Party aus und wandte sich der Scottish National Party (SNP) zu. Nach dem Ableben von Robert McTaggart, dem Abgesandten des Wahlkreises Glasgow Central, wurden Neuwahlen angesetzt, bei welchen Neil die SNP vertrat. Die zur Erringung des Mandats benötigte Stimmenanzahl verfehlte er jedoch deutlich gegen den Labour-Kandidaten Mike Watson und verpasste den Einzug in das Britische Unterhaus.
Bei den Schottischen Parlamentswahlen 1999 trat Neil als Kandidat der SNP für den Wahlkreis Kilmarnock and Loudoun an, unterlag jedoch Margaret Jamieson von der Labour Party. Auf Grund des Wahlergebnisses zog er als Abgesandter der Wahlregion Central Scotland über die Regionalliste in das neugeschaffene Schottische Parlament ein. Die SNP wählte im Herbst 2000 einen neuen Vorsitzenden. Neil war bei dieser Wahl aufgestellt, verlor aber mit 547:262 Stimmen gegen John Swinney. Bei den folgenden Parlamentswahlen 2003 und 2007 kandidierte Neil für den Wahlkreis Hamilton North and Bellshill konnte jedoch jeweils hinter Michael McMahon von der Labour Party nur die zweithöchste Stimmenanzahl auf sich vereinen. In beiden Fällen behielt er jedoch wiederum als Abgesandter von Central Scotland seinen Parlamentssitz. Zu den Parlamentswahlen 2011 war Neil für den Wahlkreis Airdrie and Shotts aufgestellt und gewann gegen die langjährige Abgesandte Karen Whitefield der Labour Party erstmals ein Direktmandat. Bei den folgenden Wahlen 2016 verteidigte Neil sein Mandat.
Im Februar 2009 wurde Neil zum Minister für Housing and Communities ernannt. Nach den Parlamentswahlen 2011 bekleidete Neil zunächst die Position des Ministers für Infrastruktur und Investitionen. Zwischen September 2012 und November 2014 war er als Gesundheitsminister tätig, bevor er die Position des Ministers für Social Justice, Communities and Pensioners’ Rights einnahm.